# 庫切里夫卡 (佩列梅什利亞內區)
49°39′11″N 24°46′20″E / 49.65306°N 24.77222°E
庫切里夫卡（烏克蘭語：Кучерівка），是烏克蘭西部的村莊，隸屬利維夫州的利維夫區。該村始建於1389年，面積1.14平方公里，海拔高度336米，2001年人口98，人口密度每平方公里85.96人。